# Louise d’Épinay
Louise Florence Pétronille Tardieu d'Esclavelles d’Épinay (ur. 11 marca 1726 w Valenciennes, zm. 17 kwietnia 1783 w Paryżu) – francuska pisarka, znana jednak głównie dzięki intymnym relacjom, które łączyły ją z Jakubem Rousseau oraz Friedrichem von Grimmem, oraz dzięki znajomości z wielu innymi wybitnymi osobistościami jej czasów.

## Dzieciństwo i młodość
Louise d’Epinay urodziła się w Valenciennes, we Francji. Jej ojciec, Tardieu d'Esclavelles, był wysokim oficerem piechoty; zginął podczas bitwy, kiedy Louise miała 19 lat. Pisarka wyszła wtedy za mąż za swojego kuzyna Denisa Josepha de La Live d’Epinay. Małżeństwo to nie było jednak szczęśliwe i zakończyło się separacją w 1749. Osiadła wtedy w zamku La Chevrette w dolinie Montmorency, gdzie prowadziła coś w rodzaju salonu literackiego.

## Romanse
Pragnąc trwałego związku z Jakubem Rousseau, wybudowała i wyposażyła specjalnie dla niego domek położony w dolinie Montmorency, w pobliżu zamku La Chevrette. Rousseau, który mieszkał tam przez pewien czas, w swoich Wyznaniach napisał, że całkowite zaangażowanie w tym związku leżało po stronie Madame d’Epinay. Ich związek definitywnie zakończył się w 1757, kiedy po jej wyjeździe do Szwajcarii Rousseau wyprowadził się z pustelni (tak nazywał ten dom) i przeniósł się do Montmorency, gdzie mieszkał do 1762.
Trwający od 1755 romans z Grimmem stał się w jej życiu punktem zwrotnym. Pod wpływem Grimma postanowiła wyrwać się z niezbyt komfortowej sytuacji, w której stawiało ją mieszkanie w posiadłości La Chevrette, na terenie której cały czas mieszkał Rousseau. W latach 1757–1759 wybrała się w długą podróż do Genewy, gdzie bywała stałym gościem Voltaire’a jego pałacu Les Délices. 
Pod kierownictwem Grimma współredagowała Correspondance littéraire, philosophique et critique, korespondencyjny biuletyn rozsyłany do wielu możnych ówczesnej Europy.
Ostatnie lata życia spędziła w La Briche, małym domku w pobliżu La Chevrette w towarzystwie Grimma i małej garstki ludzi pióra.

## Publikacje
- Conversations d'Émilie (1774) – nagrodzona w 1783 przez Akademię Francuską
- Mémoires et Correspondance de Mme d’Épinay, renfermant un grand nombre de lettres indites de Grimm, de Diderot, et de J.-J. Rousseau, ainsi que des details (1818, wyd. pośmiertnie)
- Lettres a mon fils (Geneva, 1758) i Mes moments heureux (Geneva, 1759) wydane anonimowo